# Kaplica św. Andrzeja w Żabbarze
Kaplica Świętego Andrzeja Apostoła (malt. Il-kapella ta' San Andrija, ang. Saint Andrew the Apostle Chapel) – rzymskokatolicka kaplica w mieście Ħaż-Żabbar na Malcie.
Kaplica sąsiaduje z kaplicą św. Dominiki, dziś (kwiecień 2019) obie tworzą kwaterę Żabbar Scout Group.

## Historia
Pierwsza wzmianka na temat kaplicy św. Andrzeja pojawia się w raporcie z wizyty duszpasterskiej biskupa Gargallo w 1600. Wynika z niego, że kaplica istniała tam już od jakiegoś czasu, gdyż stan jej określił on jako dobry, dodając, że ma drzwi. W 1615 teren wraz z kaplicą był w posiadaniu niejakiego Lorenzo Burlò z Birgu, który był zobowiązany organizować fiestę w święto patrona kaplicy oraz zapewnić posiłek dla księdza po mszy. 28 lipca 1636 Margerita, wdowa po wspomnianym Lorenzo, przekazała notarialnie ten teren swoim synom, Leonardowi i Giovanniemu, z nakazem ponoszenia wszelkich kosztów związanych z kaplicą. Widocznie nie bardzo się z tego wywiązywali, skoro w marcu 1659 biskup Balaguer zdesakralizował kaplicę, podając jako powód jej mocno zaawansowany wiek oraz zniszczenie i opuszczenie.
6 września 1660 ten sam biskup udzielił zgody niejakiemu Gio-Battiście Barbarze na ponowne otwarcie kaplicy, zobowiązując go do napraw oraz zapewnienia wszystkiego, co jest konieczne do jej funkcjonowania. Msza św. odprawiana była co niedzielę, a 6 lipca organizowano fiestę.
Podczas II wojny światowej kaplica uległa pewnym uszkodzeniom, które naprawiono po wojnie. W 1959 została przebudowana, lecz zachowany został jej oryginalny styl.

## Architektura
Kaplica ma prostą fasadę z zakończonymi łukiem drzwiami oraz niewielkim okrągłym oknem ponad nimi. Na szczycie fasady niewielka dzwonnica bell-cot, dziś bez dzwonka, zakończona niewielkim krzyżem.
Wnętrze kaplicy z jednym ołtarzem oraz dwiema niszami po jego bokach.

## Dzieła sztuki
W kaplicy znajdował się pierwotnie obraz jej patrona, św. Andrzeja Apostoła, namalowany na drewnie. Z czasem uległ zniszczeniu i zastąpiony został nowym obrazem przedstawiającym Męczeństwo św. Andrzeja. Obraz, po odnowieniu przez Andrew Zarbę, umieszczony został w muzeum parafialnym w Żabbarze.

## Stan aktualny
Po odbudowie w latach pięćdziesiątych XX wieku kaplica św. Andrzeja wraz z przyległą kaplicą św. Dominiki służyły jako centrum katechizacyjne dla dzieci z okolicy. Czasem odbywały się tu msze święte. W latach dziewięćdziesiątych, po przeniesieniu centrum katechizacyjnego do kościoła św. Krzyża, kaplica przekazana została nowo powstałej Żabbar Scout Group na ich kwaterę.
Od patrona kaplicy wziął nazwę okoliczny teren, mieszkańcy nazywają go „ta' Sant Andrija”. Nazwa ta jest też użyta w parafialnym rejestrze zmarłych.

## Ochrona dziedzictwa kulturowego
Budynek kaplicy umieszczony jest na liście National Inventory of the Cultural Property of the Maltese Islands pod nr. 2105.